# Tropidophorus assamensis
Espèce
Tropidophorus assamensis est une espèce de sauriens de la famille des Scincidae.

## Répartition
Cette espèce se rencontre au Bangladesh et dans le nord-est de l'Inde.

## Étymologie
Son nom d'espèce, composé de assam et du suffixe latin -ensis, « qui vit dans, qui habite », lui a été donné en référence au lieu de sa découverte, l’État d'Assam en Inde.

## Publication originale
- Annandale, 1912 : Zoological results of the Abor Expedition, 1911-1912. Records of the Indian Museum Calcutta, vol. 8, no 1, p. 7-59 (texte intégral).